# Ampelocissus butoensis
Ampelocissus butoensis — вид квіткових рослин з родини виноградових (Vitaceae). Ареал охоплює такі країни: Китай (Сичуань). Населяє схили пагорбів на висотах 1200–1300 метрів.

## Біоморфологічна характеристика
Ліана напівздерев'яніла; гілочки округлі в перерізі, з поздовжніми гребенями, з рідкісною павутинистою повстю у молодому віці; вусики роздвоєні. Листя трійчасте; ніжка листка 1.5–6 см завдовжки; листочки знизу рідко запушені на жилках, зверху з рідкісним, білим, павутинистим войлоком у молодому віці, потім голі, бічних жилок 3–5 пар, прожилки непомітно підняті; центральний листочок овальний або овально-довгастий, зазвичай перисто-2- або 3-розділений, 3–8 × 2–6.5 см, основа клиноподібна, нелопатеве листя з 5–10 тупими зубцями з кожного боку краю, верхівка гостра; бічні листочки овальні, 2–6.5 × 1.5–5.5 см, зазвичай перисто-2- або 3-розділені, основа дуже асиметрична, край нелопатевого листочка з 5–7 тупими зубцями, верхівка гостра. Ягода оберненояйцеподібно-еліпсоїдна, 7–10 × 6–8 мм, 2- або 3-насінна. Насіння довгасте, верхівка майже заокруглена.
Період плодіння: серпень. 